# Ку Ши
Ку ши (шотл. Cù-Sìth, [kuː ʃiː], мн.ч. кон ши, Coin-Sìth, [kɔːn ʃiː]) — мифологический пес, обитающий в Шотландии и на Гебридах. Аналогичное животное в ирландской традиции пишется как Cú Sídhe (читается так же), похожее существо в валлийской традиции — Кун Анун.

## Внешний вид
Ку ши размером с молодого бычка и внешне выглядит как волк. Шерсть косматая и обычно темно-зеленая, но иногда и белая. Хвост длинный и либо завивается в кольцо, либо сплетенный (заплетенный). Лапы шириной с человеческую руку.
Живёт в расселинах скал Хайленда, также обитает в вересковых равнинах и на плоскогорьях.

## Поведение
Ку ши боялись как предвестника смерти, который должен явиться и унести душу человека в другой мир, наподобие Мрачного жнеца. В этой роли ку ши выполняет в шотландском фольклоре функцию, сходную с банши в ирландском.
Охотится ку ши молча, но иногда трижды, и только трижды, ужасным образом лает, и этот лай слышно за несколько миль. Тот, кто слышит лай ку ши, должен попасть в безопасное место до третьего раза, иначе может умереть от ужаса.
Также говорится, что этот лай — предупреждение для кормящих женщин, что им нужно запереться, чтобы ку ши не похитил их и не унес в холм ши (шотл. sìthean, мн. ч. sìtheanan), чтобы она кормила там детей скрытого народа.